# Vicesegretario di Stato degli Stati Uniti d'America
Il vicesegretario di Stato degli Stati Uniti (United States Deputy Secretary of State) è il secondo membro più importante del Dipartimento di Stato degli Stati Uniti d'America. 

## Funzioni
Si occupa di fare le veci del segretario di Stato e ne è dipendente.
Nel caso in cui il segretario di Stato muoia o si dimetta, il vicesegretario viene automaticamente considerato suo successore ad interim, finché il presidente non nomina un sostituto definitivo e il Senato non lo conferma.
La figura del vicesegretario venne istituita il 13 luglio del 1972 sotto la presidenza Nixon.

## Lista dei vicesegretari di Stato
| #  | Immagine | Nome                             | Mandato           | Mandato           | Presidente        |
| #  | Immagine | Nome                             | Inizio            | Termine           | Presidente        |
| -- | -------- | -------------------------------- | ----------------- | ----------------- | ----------------- |
| 1  |          | John N. Irwin II                 | 13 luglio 1972    | 1° febbraio 1973  | Richard Nixon     |
| 2  |          | Kenneth Rush                     | 2 febbraio 1973   | 29 maggio 1974    | Richard Nixon     |
| 3  |          | Robert S. Ingersoll              | 10 luglio 1974    | 31 marzo 1976     | Gerald Ford       |
| 4  |          | Charles W. Robinson              | 9 aprile 1976     | 20 gennaio 1977   | Gerald Ford       |
| 5  |          | Warren Christopher               | 26 febbraio 1977  | 16 gennaio 1981   | Jimmy Carter      |
| 6  |          | William P. Clark Jr.             | 25 febbraio 1981  | 9 febbraio 1982   | Ronald Reagan     |
| 7  |          | Walter John Stoessel, Jr.        | 11 febbraio 1982  | 22 settembre 1982 | Ronald Reagan     |
| 8  |          | Kenneth W. Dam                   | 23 settembre 1982 | 15 giugno 1985    | Ronald Reagan     |
| 9  |          | John C. Whitehead                | 9 luglio 1985     | 20 gennaio 1989   | Ronald Reagan     |
| 10 |          | Lawrence Eagleburger             | 20 gennaio 1989   | 8 dicembre 1992   | George H. W. Bush |
| 11 |          | Clifton R. Wharton Jr.           | 27 gennaio 1993   | 8 novembre 1993   | Bill Clinton      |
| 12 |          | Strobe Talbott                   | 22 febbraio 1994  | 19 gennaio 2001   | Bill Clinton      |
| 13 |          | Richard Armitage                 | 26 marzo 2001     | 22 febbraio 2005  | George W. Bush    |
| 14 |          | Robert Zoellick                  | 22 febbraio 2005  | 7 luglio 2006     | George W. Bush    |
| 15 |          | John Negroponte                  | 13 febbraio 2007  | 28 gennaio 2009   | George W. Bush    |
| 16 |          | James Steinberg                  | 28 gennaio 2009   | 28 luglio 2011    | Barack Obama      |
| 17 |          | William J. Burns                 | 28 luglio 2011    | 3 novembre 2014   | Barack Obama      |
| –  |          | Wendy Sherman Ad interim         | 3 novembre 2014   | 9 gennaio 2015    | Barack Obama      |
| 18 |          | Antony Blinken                   | 9 gennaio 2015    | 20 gennaio 2017   | Barack Obama      |
| –  |          | Thomas A. Shannon Jr. Ad interim | 1° febbraio 2017  | 24 maggio 2017    | Donald Trump      |
| 19 |          | John J. Sullivan                 | 24 maggio 2017    | 20 dicembre 2019  | Donald Trump      |
| 20 |          | Stephen Biegun                   | 21 dicembre 2019  | 20 gennaio 2021   | Donald Trump      |
| –  |          | Daniel Bennett Smith Ad interim  | 26 gennaio 2021   | 14 aprile 2021    | Joe Biden         |
| 21 |          | Wendy Sherman                    | 14 aprile 2021    | 28 luglio 2023    | Joe Biden         |
| –  |          | Victoria Nuland Ad interim       | 29 luglio 2023    | 12 febbraio 2024  | Joe Biden         |
| 22 |          | Kurt M. Campbell                 | 12 febbraio 2024  | 20 gennaio 2025   | Joe Biden         |
| 23 |          | Christopher Landau               | 25 marzo 2025     | In carica         | Donald Trump      |